# Liste illyrischer Könige
Die folgende Liste stellt die illyrischen Könige dar, die während der Antike ein Teilgebiet Illyriens regierten.
| Name         | Herrschaftsgebiet                         | Zeitraum                  |
| ------------ | ----------------------------------------- | ------------------------- |
| Bardylis I.  | Dardanien                                 | 385 bis 358 v. Chr.       |
| Bardylis II. | Dardanien                                 | im 4. Jahrhundert v. Chr. |
| Glaukias     | Taulantien                                | 317 bis 302 v. Chr.       |
| Agron        | Nordalbanien, Montenegro, Herzegowina     | 250 bis 231 v. Chr.       |
| Teuta        | Nordalbanien, Montenegro, Herzegowina     | 230 bis 228 v. Chr.       |
| Skerdilaidas | Nordalbanien, Montenegro, Herzegowina     | 218 bis 205 v. Chr.       |
| Genthios     | Nordwestalbanien, Montenegro, Herzegowina | 181 bis 168 v. Chr.       |
| Monunios     | Dardanien                                 | ab 180 v. Chr.            |
| Ballaios     | Rhizon und umliegende Landschaften        | 167 bis 135 v. Chr.       |

Die Liste erhebt keinen Anspruch auf Vollständigkeit und Genauigkeit.